# Bill Burr
William Frederick Burr (Canton, 1968. június 10. –) amerikai stand-up komikus, színész. 
A Csé, mint család című animációs sorozat megalkotója. Ismertebb szerepei Patrick Kuby a Breaking Bad – Totál szívás, illetve Migs Mayfeld A Mandalóri című televíziós sorozatokban. Az All Things Comedy csatorna alapítója, 2007 májusa óta pedig egy kéthetente megjelenő podcastot is vezet Monday Morning Podcast címmel.

## Fiatalkora
William Frederick Burr 1968. június 10.-én született a massachusettsi Cantonban. Linda Ann és Robert Edmund Burr gyermeke. Négy testvére és egy nővére van. Német és ír felmenőkkel rendelkezik. 1987-ben érettségizett.
Ezután a bostoni Emerson College-ben folytatta tanulmányait, ahol 1993-ban diplomázott rádiózásból. Egyik tanára David Foster Wallace író volt. Mielőtt Burr a humorral kezdett volna foglalkozni, raktárakban dolgozott. Később elmondta, hogy élvezte a szabadságot, amit ez a munka adott neki: „ha a főnököm nagyon idegesítene, csak felpattanok egy targoncára és már ott sem vagyok.”
1992-ben kezdett stand-upolni. 1994-ben New Yorkba költözött.

## Pályafutása

### Stílusa
A Rolling Stone magazin a „dühös humor koronázatlan királyának” nevezte. A Montreal Gazette szerint Burr egy „cinikus fickó, akit soha nem érdekelt a politikai korrektség”. A The New York Times 2013-ban az egyik legviccesebb humoristának nevezte.
Véleménye szerint az öt legjobb stand-up komikus a következő: Richard Pryor, George Carlin, Bill Cosby, Sam Kinison és Patrice O'Neal.

## Magánélete
2013-ban vette feleségül Nia Renee Hill-t. 2017. január 20.-án lánygyermekük született, 2020 júniusában pedig fiúgyermekük is. Los Angelesben élnek.
Szabadidejében dobol. Rajong a metal zenéért. Helikopter-vezetői jogosítvánnyal rendelkezik.

## Filmográfia

### Film
| Év   | Magyar cím                     | Eredeti cím                 | Szerep                     | Magyar hang    |
| ---- | ------------------------------ | --------------------------- | -------------------------- | -------------- |
| 2000 | A tökéletes páros              | Perfect Fit                 | ajtónálló                  |                |
| 2002 | Passionada – A szerelem játéka | Passionada                  | Blackjack játékos          |                |
| 2006 |                                | Thirteen or Bust            | önmaga                     |                |
| 2010 | Párterápia                     | Date Night                  | Walsh nyomozó              | Tarján Péter   |
| 2011 |                                | Cheat                       | Billy (rövidfilm)          |                |
| 2012 | Született gengszterek          | Stand Up Guys               | Larry                      | Fellegi Lénárd |
| 2013 | Női szervek                    | The Heat                    | Mark Mullins               | Széles Tamás   |
| 2014 |                                | Zombeavers                  | Joseph                     |                |
| 2014 | Másnaposok szerencséje         | Walk of Shame               | Walter rendőrtiszt         | Kaszás Gergő   |
| 2014 |                                | Black or White              | Rick Reynolds              |                |
| 2015 | Megjött apuci!                 | Daddy's Home                | Jerry                      | Hannus Zoltán  |
| 2017 | Megjött apuci 2.               | Daddy's Home 2              | Jerry                      | Hannus Zoltán  |
| 2018 | Így ne legyél elnök            | The Front Runner            | Pete Murphy                | Fekete Zoltán  |
| 2020 | Staten Island királya          | The King of Staten Island   | Ray Bishop                 | Kardos Róbert  |
| 2020 |                                | The Opening Act             | Barry                      |                |
| 2021 | A bűnös                        | The Guilty                  | telefonáló (hangja)        |                |
| 2021 |                                | Back Home Again (rövidfilm) | Quill rendőrtiszt (hangja) |                |
| 2022 | Katonadolog                    | Dog                         | O'Shaughnessy rendőrtiszt  | Epres Attila   |
| 2023 | Vén csókák                     | Old Dads                    | Jack Kelly                 | Epres Attila   |
| 2023 | Leó                            | Leo                         | Squirtle (hangja)          | Miller Zoltán  |
| 2024 |                                | Drugstore June              | Dr. Weisman                |                |
| 2024 | Cukormáz nélkül                | Unfrosted                   | John F. Kennedy            | Mihályi Győző  |

## Stand-up különkiadásai, lemezei
- Emotionally Unavailable (2003)
- Comedy Central Presents (fél órás különkiadás, 2003)
- One Night Stand (2005)
- Why Do I Do This? (2008)
- Let It Go (2010)
- You People Are All the Same (önálló est, 2012)
- Live at Andrew's House (2014)
- I'm Sorry You Feel That Way (önálló est, 2014)
- Walk Your Way Out (2017)
- Paper Tiger (2019)
- Live from Madison Square Garden (2021)

## Fordítás
- Ez a szócikk részben vagy egészben  a   Bill Burr című angol Wikipédia-szócikk ezen változatának fordításán alapul.  Az eredeti cikk szerkesztőit annak laptörténete sorolja fel. Ez a jelzés csupán a megfogalmazás eredetét és a szerzői jogokat jelzi, nem szolgál a cikkben szereplő információk forrásmegjelöléseként.